# 小行星95962
小行星95962（95962 Copito）是一颗绕太阳运转的小行星，为主小行星带小行星。该小行星于2003年11月19日发现。
該小行星以第一個已知的大猩猩白化病例雪花命名。

## 轨道参数
小行星95962的轨道半长轴为3.2138414 UA，离心率为0.028。